# 乌迪人
乌迪人（英語：Udis、Udi或Uti）是東高加索地区最古老的民族之一，目前主要生活在阿塞拜疆、俄罗斯、格魯吉亞、亞美尼亞、哈萨克斯坦、乌克兰和其他国家，总人数约10,000人。他们使用乌迪语，有些人还使用阿塞拜疆语、俄语、格鲁吉亚语和亚美尼亚语，具体取决于他们居住的地方。他们的宗教是基督教（東正教和亚美尼亚使徒教会）。

## 另見
- 高加索阿尔巴尼亚王国